# Планер, Иоганн Якоб
Иоганн Якоб Планер (нем. Johann Jacob Planer; 1743—1789) — немецкий врач и ботаник.

## Биография
Иоганн Якоб Планер родился в Эрфурте 25 июля 1743 года. Учился на врача в Эрфуртском университете, в 1778 году получил степень доктора медицины. С 1773 года работал прозектором.
В 1779 году Планер получил назначение на должность экстраординарного профессора ботаники и химии в Эрфуртском университете. В 1783 году он был повышен до полного профессором. В это же время Планер стал опекуном будущего известного химика Иоганна Троммсдорфа (1770—1837).
Одна из наиболее известных научных публикаций Планера — Gattungen der Pflanzen, представляющая собой немного изменённый перевод Genera plantarum и Mantissa plantarum Карла Линнея. Также он выпустил расширенное издание книги Пауля Дитриха Гизеке Termini botanici.
Иоганн Якоб Планер умер в Эрфурте 10 декабря 1789 года.

Планера водная — североамериканское дерево

## Некоторые научные работы
- K. Linné. Gattungen der Pflanzen / übersetzt von J.J. Planer. — Gotha, 1775. — 1100 p.
- P.D. Giseke. Termini botanici. — II. — Hamburgi, 1787. — 396 p.
- J.J. Planer. Index plantarum, quas in agro Erfurtensi sponte provenientes. — Gothae, 1788. — 284 p.
- J.J. Planer. Indici plantarum erffurtensium. — Erfordiae, 1788. — 44 p.

## Роды, названные в честь И. Я. Планера
- ?Planera J.F.Gmel., 1791
- ?Planera Giseke, 1792, nom. superfl. [≡ Hellenia Retz., 1791, nom. nov.]